# Rhythm and blues
Rhythm and blues, ofta förkortat till R&B eller R'n'B, är en genre av populärmusik med afroamerikanskt ursprung från 1940-talet i Chicago. Termen användes från början av skivbolag för att beskriva inspelningar avsatt för afroamerikaner vid tidpunkten då "blues och jazz-baserade sånger i ökat tempo" blev mer och mer populära.
Termen rhythm and blues har sedan dess genomgått ett antal förändringar i betydelse. I början av 1950-talet var det vanligtvis tillämpat på bluesplattorna. Från och med mitten av 1950-talet, efter denna musikstil bidragit till utvecklingen av rock'n'roll, användes termen "R&B" används för att hänvisa till musikstilar som utvecklades från och införlivade electric blues, liksom gospel och soul. Vid 1970-talet användes rhythm and blues som samlingsnamn för soul och funk. Vid slutet av 1980-talet utvecklades en nyare typ av R&B med influenser från flera olika genrer, och blev känd som "samtida R&B". Den kombinerar inslag av ursprunglig rhythm and blues, soul, funk, pop, hiphop och dance. Av populära R&B-sångare under 1900-talets senare hälft kan nämnas Prince, Michael Jackson, Aretha Franklin, Chaka Kahn, och Luther Vandross.

## Namn
Termen rhythm and blues introducerades 1948 av skivproducenten Jerry Wexler. Året därefter döpte Billboard om den särskilda lista för svart rytmisk musik som tidigare kallats Harlem Hit Parade.[källa behövs]

## Historia
Rhythm and blues - som från början kallades race music - utvecklades av afroamerikanska musiker på 1940-talet. Genrens rötter återfinns huvudsakligen i blues, gospel och swing. R&B ärvde swingens dansbarhet, samtidigt som elgitarren introducerades och rytmen i musiken blev mer framträdande. Jämfört med bluesen så utvecklades texterna i rhythm and blues till att handla mer om ett lättsamt liv i städerna med underhållning och nöjen i fokus.
Bland tidiga R&B-artister kan nämnas Big Joe Turner och Roy Brown.[källa behövs]
På 1950-talet inspirerade stilen till rock'n'rollens framväxt och den började även nå vita artister vid samma tid. På 50-talet användes begreppet för musik av artister som Ruth Brown, Fats Domino, Lloyd Price och Chuck Berry, men också Elvis Presley hade hits som gick högt upp på R&B-listan, nämligen Jailhouse rock och All shook up.[källa behövs]
Under 1960-talet började genrens popularitet att dala och benämningen rhythm and blues ersattes gradvis av begreppet soul för popmusik skapad av svarta musiker. Under 60-talet fick termen en något annorlunda benämning i och med uppkomsten av Brittiska rhythm and blues-grupper som The Rolling Stones och The Animals, vilka var inspirerade av den amerikanska rhythm and bluesen.

### Övergången till modern R&B
På senare år har R&B alltmer kommit att användas som ett samlingsbegrepp för all soul- och funk-inspirerad musik, medan ursprungsbeteckningen "rhythm and blues" används mer sällan, ibland förekommer beteckningen "rhythm and bass" med syfte på modern R&B. Under 90-talet skedde en stor förändring inom genren då utbredda artister från föregående decennier fick ge plats åt debuterande tonåringar. Artister som förknippas mest med denna "revolution" anses vara de tre sångerskorna Brandy, Aaliyah och Monica. Deras enorma framgångar under 90-talet beredde vägen åt dagens stora R&B-artister som Beyoncé, Usher och Akon.

## Populära artister
- LaVern Baker
- Hank Ballard
- James Brown
- Roy Brown
- Ruth Brown
- Ray Charles
- James Carr
- Wilson Pickett
- Aretha Franklin
- Otis Redding
- Michael Jackson
- Sam and Dave
- Big Joe Turner
- Frank Ocean